# 隰鉏
隰鉏（？—？），中国春秋时期齐国大夫。

## 生平
前548年，崔杼庆封杀死齐庄公后，晋平公渡过泮水，为报复朝歌之役，和鲁襄公、宋平公、卫殇公、郑简公、曹武公、莒子、邾子、滕子、薛伯、杞伯、小邾子在夷仪会合，准备进攻齐国。齐国人想用齐庄公被杀向晋国解释，派隰鉏请求讲和。庆封把和晋国为敌的责任都推给齐庄公。